# Mielizna Osiecka

Przekrój przez Mieliznę Osiecką i Rzepczyńską

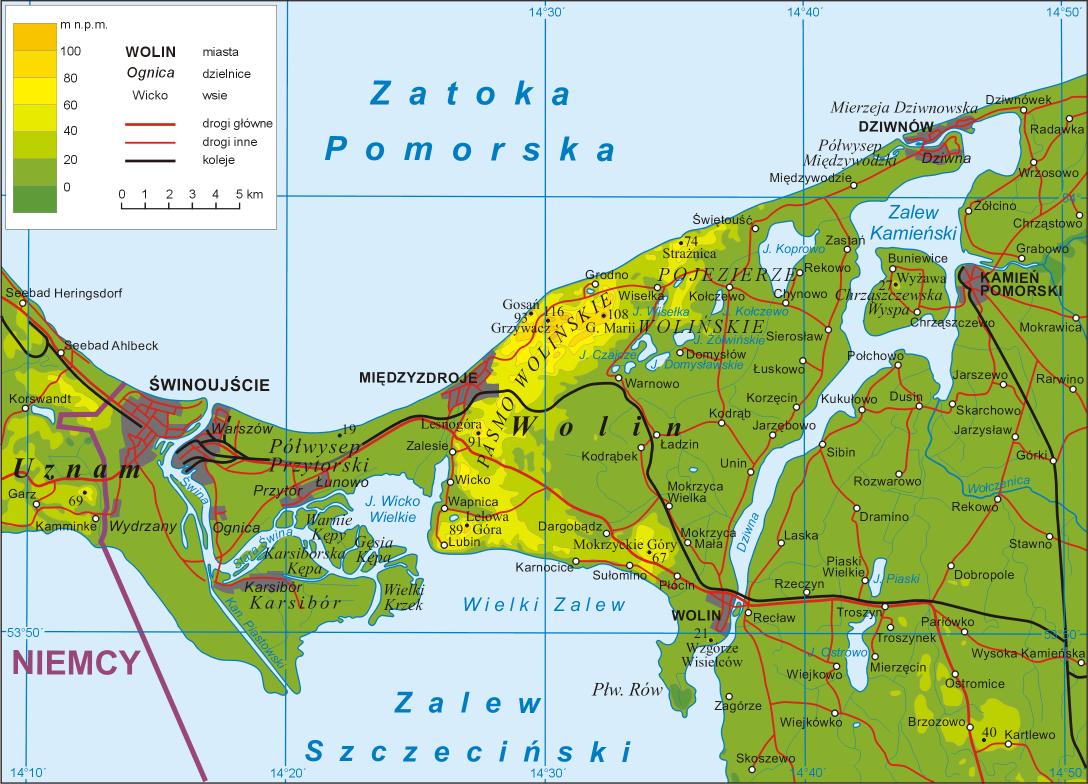
Północna część zalewu i część wyspy Uznam

Mielizna Osiecka (także Ławica Osiecka) – mielizna Zalewu Szczecińskiego w jego północnej części. Płycizna odchodzi od południowej części wyspy Uznam w kierunku południowym. 
Przy niej wyznaczona jest granica polsko-niemiecka. Obszar ten leży w granicach administracyjnych gminy miejskiej Świnoujście.
Część przybrzeżna płycizny jest wygradzana za pomocą drewnianej palisady oraz wału faszynowo-gabionowego. Na rozbudowanym polu składowany jest urobek pochodzący z pogłębiania toru wodnego Świnoujście–Szczecin. 
Mielizna Osiecka i Mielizna Rzepczyńska oddzielają dwie części zalewu tzw. Mały Zalew na zachodzie (Niemcy) i Wielki Zalew na wschodzie (Polska). Szerokość zalewu na przewężeniu przy granicy polsko-niemieckiej wynosi 7,5 km, jednak wysuwająca się Mielizna Osiecka i Rzepczyńska powodują powstanie wąskiego przesmyku na 1,5 km. Obszar przewężenia charakteryzuje się największymi naturalnymi deniwelacjami powierzchni dna Zalewu Szczecińskiego.
Do 1945 r. stosowano niemiecką nazwę Woitziger Haken. W 1948 roku w publikacji naukowej przedstawiono nazwę Ławica Osiecka. W 1949 r. ustalono urzędowo nazwę Mielizna Osiecka. Przymiotnik w nazwie pochodzi od dawnej osady na wyspie Karsibór – Osiecze.